# Victor Lesser
Victor Richard Lesser (geb. vor 1966) ist ein US-amerikanischer Informatiker, der sich mit  Künstlicher Intelligenz befasst, besonders mit Multiagentensystemen.
Lesser studierte Mathematik an der Cornell University mit dem Bachelor-Abschluss 1966 und Informatik an der Stanford University mit dem Master-Abschluss und der Promotion 1973 bei William F. Miller (Dynamic control structures and their use in emulation). 1972 bis 1977 war er bei Raj Reddy an der Carnegie Mellon University. 1977 wurde er Assistant Professor, 1978 Associate Professor und 1982 Professor an der University of Massachusetts in Amherst, an der er 2009 Distinguished Professor wurde und 2011 emeritiert wurde. 1992 bis zu dessen Schließung 2014 war er dort Direktor des Multi-Agent Systems Laboratory. 
1983 war er Gastwissenschaftler am MIT AI Laboratory und 1990/91 am Knowledge Systems Laboratory in Stanford und er war Gastwissenschaftler an der TU Delft (Gastprofessor der Niederländischen Akademie der Wissenschaften 2013), der University of Technology in Sydney und der University of Southampton. In den 1960er Jahren war er auch Analytiker und Programmierer bei Control Data.
Er befasst sich mit komplexen KI-Systemen in offenen Umgebungen und Anwendungen wie Sensor-Netzwerken für die Überwachung von Verkehr und Wetter, Verständnis von gesprochener Sprache und anderer akustischer Information (Beteiligung an Raj Reddy`s Hearsay Projekt und der dabei entwickelten Blackboard Methode in den 1970ern), Informationsgewinnung aus dem Internet, Peer-to-Peer Information Retrieval, intelligente Nutzerschnittstellen, Systeme virtueller Agenten und Aufgabenzuteilung in verteilten Systemen.
2009 erhielt er den IJCAI Award for Research Excellence. Er ist Fellow der AAAI und der IEEE.
Zu seinen Doktoranden zählen Daniel Corkill, Edmund Durfee und Tuomas Sandholm.

## Schriften (Auswahl)
- mit R. Fennell, L. Erman, D. Reddy: Organization of the HEARSAY II speech understanding system, IEEE Transactions on Acoustics, Speech, and Signal Processing, Band 23, 1975, S. 11–24
- mit L. D. Erman, F. Hayes-Roth, D. R. Reddy: The Hearsay-II speech-understanding system: Integrating knowledge to resolve uncertainty, ACM Computing Surveys, Band 12, 1980, S. 213–253
- mit D. G. Corkill: The distributed vehicle monitoring testbed: A tool for investigating distributed problem solving networks, AI magazine, Band 4, 1983, S., 15
- mit E. H. Durfee, D. D. Corkill: Coherent cooperation among communicating problem solvers, IEEE Transactions on Computers, Band 100, 1987, S. 1275–1291
- mit E. H. Durfee, D. D. Corkill: Trends in cooperative distributed problem solving, IEEE Transactions on knowledge and data Engineering, Band 1, 1989, S. 63–83
- mit T. Sandholm: Issues in automated negotiation and electronic commerce: Extending the contract net framework, ICMAS 95
- mit T. Sandholm: Coalitions among computationally bounded agents, Artificial intelligence, Band 94, 1997, S. 99–137
- Cooperative multiagent systems: A personal view of the state of the art, IEEE Transactions on knowledge and data engineering, Band 11, 1999, S. 133–142
- mit B. Horling: A survey of multi-agent organizational paradigms, The Knowledge Engineering Review, Band 19, 2004, S. 281–316